# خاندان توکوگاوا
خاندان توکوگاوا (به ژاپنی: 德川氏, Tokugawa-shi) یک خاندان قدرتمند دایمیو (امیر محلی) در ژاپن بود. این خاندان شوگون‌سالاری توکوگاوا را بنیان‌گذاری کرد که از سال ۱۶۰۳ تا ۱۸۶۷ در دوره ادو بر ژاپن حکومت کردند. آنها اسماً از نسل امپراتور سیوا از طریق خاندان ماتسودایرا بودند. تاریخ اولیه این خاندان همچنان یک راز است. اسماً گفته می‌شود که خاندان ماتسودایرا از نسل خاندان نیتا، شاخه‌ای از خاندان میناموتو هستند، اما در واقعیت، این ادعا که توکوگاواها از نسل خاندان نیتا هستند، اعتباری ندارد و احتمال این ادعا بسیار کم یا نادرست در نظر گرفته می‌شود.

## تاریخ
میناموتو نو یوشی‌شیگه (۱۱۳۵–۱۲۰۲)، نوه میناموتو نو یوشی‌ایه (۱۰۴۱–۱۱۰۸)، اولین کسی بود که نام «نیتا» را گرفت. او با پسر عمویش میناموتو نو یوریتومو در جنگ در برابر خاندان تایرا (۱۱۸۰) طرف شد و او را تا کاماکورا، کاناگاوا همراهی کرد. نیتا یوشی‌سوئه، چهارمین پسر میناموتو نو یوشی‌شیگه، در منطقه‌ای به نام «توکوگاوا» (ولایت کوزوکه) ساکن شد و نام آن مکان را برای نام خانوادگی خود برگزید با این وجود در کتاب تاریخ استانی در ارتباط با آنها نامی از خاندان میناموتو یا خاندان نیتا  به میان نیامده است.

گزارش شده است که  مبتکر اسمی خاندان ماتسودایرا شخصی به نام ماتسودایرا چیکائوجی بود که در اصل یک راهب بودایی فقیر بود. طبق گزارش‌ها، او از نسل هشتم نیتا یوشی‌سوئه و شاهد نابودی خاندان نیتا در جنگ آنها علیه خاندان آشیکاگا بود. او در منطقه «ماتسودایرا» (ولایت میکاوا) ساکن شد و توسط خانواده همسرش به فرزندخواندگی پذیرفته شد. در کتاب تاریخ استانی آنها ادعا شده بود که این خاندان اصلی، «خاندان آریورا» بوده است. از آنجا که گفته می‌شود این مکان توسط آریورا نوبوموری بازپس گرفته شده است، یک نظریه بر این باور است که خاندان ماتسودایرا با آریوارا نو ناریهیرا مرتبط بوده است.
ماتسودایرا نوبومیتسو (قرن پانزدهم)، پسر ماتسودایرا چیکائوجی، مسئول قلعه اوکازاکی بود و اقتدار خانواده خود را در ولایت میکاوا تقویت کرد. نوه نبیر نوبومیتسو ماتسودایرا کیویاسو خاندان او را قوی کرد، اما ترور شد. در سال ۱۵۶۷، ماتسودایرا موتونوبو - که در آن زمان با نام توکوگاوا ایه‌یاسو (۱۵۴۲–۱۶۱۶) شناخته می‌شد، نوه کیویاسو، توسط امپراتور اوگیماچی به عنوان یکی از نوادگان سیوا گنجی شناخته شد. او همچنین نام خانوادگی توکوگاوا را آغاز کرد.
این خاندان در پایان دوره سنگوکو به قدرت رسید. تا پایان دوره ادو آنها به عنوان «شوگونها» بر ژاپن حکومت کردند. پانزده شوگون‌سالاری توکوگاوا بودند. تسلط آنها به حدی بود که در برخی کتاب‌های تاریخی به جای «دوره ادو» از اصطلاح «عصر توکوگاوا» استفاده می‌شود. زیارتگاه اصلی خانواده آنها نیکو توشوگو در نیکو، توچیگی است و معابد اصلی آنها (بوداجین) معبد کان‌ائی و معبد زوجو است که هر دو در توکیو قرار دارند. میراث‌های خاندان تا حدی توسط بنیاد یادبود توکوگاوا اداره می‌شود.
پس از مرگ ایه‌یاسو، در سال ۱۶۳۶، سران «توکوگاوا گوسانکه» (سه شاخه با هان (ژاپن) در ولایت اُواری، ولایت کی، و میتو، ایباراکی) همچنین نام خانوادگی توکوگاوا را داشتند، همچنین سه شاخه اضافی، معروف به «گوسانکیو»: تایاسو (۱۷۳۱)، خاندان هیتوتسوباشی توکوگاوا (۱۷۳۵) و خاندان شیمیزو (شیمیزو) ۱۷۵۸) ، پس از به قدرت رسیدن شوگون هشتم توکوگاوا یوشیمونه. هنگامی که یک شوگون بدون وارث زنده فوت می کرد، هر دو سر «توکوگاوا گوسانکه» (به جز خاندان میتو توکوگاوا) و «گوسانکیو» اولویت داشتند. جانشین او شد.
 بسیاری از "دایمیوها" از شاخه‌های کادتی این قبیله بودند، اما نام خانوادگی خاندان ماتسودایرا را حفظ کردند. نمونه‌ها عبارتند از ماتسودایرا در قلمرو فوکویی و آیزو. اعضای خاندان توکوگاوا با دایمیو برجسته و خانواده امپراتور ژاپن ازدواج می کردند.
در ۹ نوامبر ۱۸۶۷، توکوگاوا یوشینوبو، پانزدهمین و آخرین شوگان توکوگاوا، استعفای خود را به امپراتور میجی ارائه کرد. او ده روز بعد رسماً از قدرت کنار رفت و قدرت حکومتی را به امپراتور بازگرداند،.

## شجره‌نامه
راهنمای استفاده
1. خطوط یکپارچه کودکان بیولوژیکی هستند، خطوط نقطه چین فرزندان فرزندخوانده هستند.
2. "پررنگ" نشان دهنده رئیس خانواده (عمومی) است. اعداد به ترتیب جانشینی هستند.
3. دختران و افرادی که در اوایل کودکی فوت کرده‌اند، حذف شده‌اند.

## اعضای خانواده
- توکوگاوا ایه‌یاسو
- توکوگاوا هیده‌تادا
- ماتسودایرا نوبویاسو
- یوکی هیده‌یاسو
- ماتسودایرا ایه‌تادا
- ماتسودایرا تاداآکی
- ماتسودایرا تادانائو
- توکوگاوا میتسوکونی
- توکوگاوا ایه‌سادا

## ملازم‌ها

### خاندان‌ها
- خاندان هوندا
- خاندان ای

### ملازم‌های مهم
- آکازا نائویاسو
- آمانو یاسوکاگه
- فوکوشیما ماسانوری
- فوروتا شیگه‌کاتسو
- هاتوری هانزو
- هیراایوا چیکایوشی
- هوندا ماسانوبو
- هوندا ماسازومی
- هوندا شیگه‌تسوگو
- هوندا تاداکاتسو
- هوندا تاداماسا
- هوندا تاداتوکی
- هوشینا ماسانائو
- ای نائوماسا
- ای نائوتاکا
- ایشیکاوا کازوماسا
- ایشین سودن
- کیکاوا هیروایه
- کوبایاکاوا هیده‌آکی
- کوریکی کیوناگا
- کوتسوکی موتوتسونا
- میزونو نوبوموتو
- اوگاوا سوکه‌تادا
- اوکوبو تادایو
- اوکوبو تاداچیکا
- اوکوبو ناگایاسو
- اوکودایرا نوبوماسا
- ساکای تاداتسوگو
- ساکاکی‌بارا یاسوماسا
- توری تادایوشی
- توری موتوتادا
- واکیساکا یاسوهارو